# WBXML
WAP Binary XML (WBXML) es una representación de XML. WBXML ha sido desarrollado por la Open Mobile Alliance como un estándar para permitir que los documentos XML sean transmitidos de una manera compacta a través de las redes de telefonía móvil y fue propuesto como una de las familias de estándares del World Wide Web Consortium's Wireless Application Protocol.
WBXML es usado por un gran número de teléfonos móviles. Se usa incluido en SyncML para la transmisión de la libreta de direcciones y los datos del calendario.